# Pachanowa
Pachanowa (dawniej: Pachnów; 512 m n.p.m.) – wzniesienie w Beskidzie Niskim, w zachodniej części północnego łańcucha Wzgórz Rymanowskich. 
Stoki północne opadają łagodnie długim, szerokim grzbietem w kierunku wsi Równe, natomiast stoki południowe – krótko i stromo ku dolince potoku, który spływa ku zachodowi i uchodzi do Jasiołki między Duklą a Zboiskami. Od zachodu przez wzniesienie 462 m n.p.m. opada ku dolinie Jasiołki w Zboiskach, zaś od wschodu sąsiaduje z Płońską (505 m n.p.m.). W większości porośnięta lasami, tylko stoki północne poniżej poziomicy ok. 470 m n.p.m. pokryte łąkami i polami.